# Power to liquid
Power to liquid is een proces waarbij met behulp van elektriciteit een vloeibare energiedrager zoals methanol of mierenzuur wordt geproduceerd.
Waterstofgas (H2) ontstaat uit water door elektrolyse. Dit waterstofgas kan omgezet worden in methanol, door het te laten reageren met koolstofdioxide (CO2):
{\displaystyle {\ce {CO2 + 3 H2 -> CH3OH + H2O}}}
De vloeistof is eenvoudig hanteerbaar vergeleken met waterstof.
Bij dit soort omzettingen gaat altijd energie verloren. Zo is het rendement van elektrolyse slechts 65%. Een dergelijke omzetting is echter een goed alternatief bij een overproductie van elektriciteit zoals die bij de productie van groene stroom (uit bijvoorbeeld zonne- of windenergie) veel voorkomt.
In Grindavik op IJsland staat een proeffabriek van Carbon Recycling International (CRI) die uit geothermische energie CO2 en H2 methanol produceert.